# جون تايلور (لاعب كرة قدم مواليد 1992)
جون تايلور (بالإنجليزية: Jon Taylor) هو لاعب كرة قدم بريطاني في مركز نصف الجناح، ولد في 20 يوليو 1992 في ليفربول في المملكة المتحدة. لعب مع شروزبري تاون ونادي بيتربورو يونايتد.

## وصلات خارجية
- جون تايلور (لاعب كرة قدم مواليد 1992) على موقع قاعدة بيانات كرة القدم.إي يو (الإنجليزية)
- جون تايلور (لاعب كرة قدم مواليد 1992) على موقع Soccerbase.com (لاعب) (الإنجليزية)
- جون تايلور (لاعب كرة قدم مواليد 1992) على موقع Soccerway.com (الإنجليزية)